# The Best Of (The Trammps)
The Best Of è una raccolta di brani dei Trammps pubblicati per l'etichetta Atlantic Records.

## Tracce
1. Disco inferno - 10:54
2. The night the lights went out - 3:24
3. That's where the happy people go - 3:15
4. Hooked for life - 2:57
5. Disco party - 8:01
6. Soul searchin' time - 2:59
7. Body contact contract - 2:57
8. I feel like been livin' (on the dark side of the moon) - 3:22
9. Season for girls - 3:57